# Posada de Rengos
Posada de Rengos (en asturiano y oficialmente: Pousada de Rengos) es una parroquia del concejo de Cangas del Narcea, en el Principado de Asturias, España, con una población de 106 habitantes.